# Un'altra te
Un'altra te è una canzone cantata da Eros Ramazzotti, e scritta assieme a Piero Cassano e Adelio Cogliati pubblicata il 4 aprile 1993. È il secondo singolo estratto dall'album Tutte storie.
Il video della canzone è stato diretto da Dario Piana, e la protagonista femminile è l'attrice Francesca Neri. 

## Tracce
1. Un'altra te (Radio Edit) – 4:20
2. Nostalsong – 4:27

## Formazione
- Eros Ramazzotti - voce
- Tony Levin - basso
- Steve Ferrone - batteria
- Phil Palmer - chitarra
- Celso Valli - tastiere, organo Hammond

## Classifiche

### Classifiche settimanali
| Classifica (1993-94) | Posizione massima |
| -------------------- | ----------------- |
| Belgio (Fiandre)     | 12                |
| Germania             | 58                |
| Islanda              | 14                |
| Messico              | 10                |
| Perù                 | 1                 |
| Svizzera             | 11                |

### Classifiche di fine anno
| Classifica (1993) | Posizione |
| ----------------- | --------- |
| Belgio (Fiandre)  | 79        |